# Сетепряды
Сетепряды (лат. Linyphia) — род пауков из семейства Linyphiidae.
Характерным признаком этого рода является расположение глаз. Средняя пара глаз в заднем ряду находится на таком же расстоянии друг от друга, как и от боковых глаз. Передний ряд глаз образует кривую, направленную выпуклостью вперёд. Брюшко у сетепрядов продолговатое и сжатое с боков.
Многочисленные виды сетепрядов плетут паутину, имеющую крышеобразную форму и расположенную горизонтально невысоко над землёй среди травы. Косые нити отходят от паутины по всем направлениям и прикрепляются к стеблям и листьям растений. Пауки сидят или висят на паутине спиною вниз, подкарауливая свою добычу.
Самцы и самки живут в период спаривания вместе. Самки откладывают яйца в небольших круглых гнёздах возле паутины и стерегут их.
Наиболее обыкновенные виды в Средней Европе — Linyphia triangularis, Linyphia montana, Linyphia nebulosa, Linyphia minuta — встречаются в лесах и на лугах, а три последних вида также и в домах.

## Список видов
- Linyphia adstricta (Keyserling, 1886) — США
- Linyphia albipunctata O. P.-Cambridge, 1885 — Яркенд
- Linyphia alpicola van Helsdingen, 1969 — Центральная Европа
- Linyphia armata (Keyserling, 1891) — Бразилия
- Linyphia bicuspis (F. O. P.-Cambridge, 1902) — Мексика
- Linyphia bifasciata (F. O. P.-Cambridge, 1902) — Коста-Рика
- Linyphia bisignata (Banks, 1909) — Коста-Рика
- Linyphia calcarifera (Keyserling, 1886) — Панама, Колумбия
- Linyphia catalina Gertsch, 1951 — США
- Linyphia chiapasia Gertsch & Davis, 1946 — Мексика
- Linyphia chiridota (Thorell, 1895) — Мьянма
- Linyphia clara (Keyserling, 1891) — Бразилия
- Linyphia confinis O. P.-Cambridge, 1902 — Гватемала
- Linyphia consanguinea O. P.-Cambridge, 1885 — Яркенд
- Linyphia cylindrata (Keyserling, 1891) — Бразилия
- Linyphia decorata (Keyserling, 1891) — Бразилия
- Linyphia duplicata (F. O. P.-Cambridge, 1902) — Мексика, Гватемала
- Linyphia eiseni Banks, 1898 — Мексика
- Linyphia emertoni Thorell, 1875 — Канада
- Linyphia falculifera (F. O. P.-Cambridge, 1902) — Коста-Рика
- Linyphia ferentaria (Keyserling, 1886) — Перу
- Linyphia horaea (Keyserling, 1886) — Колумбия
- Linyphia hortensis Sundevall, 1830 — Палеарктика
- Linyphia hospita (Keyserling, 1886) — Колумбия
- Linyphia hui Hu, 2001 — Китай
- Linyphia karschi Roewer, 1942 — Сан-Томе
- Linyphia lambda (F. O. P.-Cambridge, 1902) — Гватемала
- Linyphia lehmanni Simon, 1903 — Аргентина
- Linyphia leucosternon White, 1841 — Бразилия
- Linyphia limatula Simon, 1904 — Чили
- Linyphia limbata (F. O. P.-Cambridge, 1902) — Мексика, Гватемала
- Linyphia lineola Pavesi, 1883 — Эфиопия
- Linyphia linguatula (F. O. P.-Cambridge, 1902) — Гватемала
- Linyphia linzhiensis Hu, 2001 — Китай
- Linyphia longiceps (Keyserling, 1891) — Бразилия
- Linyphia longispina (F. O. P.-Cambridge, 1902) — Мексика
- Linyphia ludibunda (Keyserling, 1886) — Перу
- Linyphia lurida (Keyserling, 1886) — Колумбия
- Linyphia maculosa (Banks, 1909) — Коста-Рика
- Linyphia maura Thorell, 1875 — Западная Средиземноморье
- Linyphia melanoprocta Mello-Leitao, 1944 — Аргентина
- Linyphia menyuanensis Hu, 2001 — Китай
- Linyphia mimonti Simon, 1884 — Италия, Греция, Ливан, Израиль
- Linyphia monticolens Roewer, 1942 — Перу
- Linyphia neophita Hentz, 1850 — США
- Linyphia nepalensis Wunderlich, 1983 — Непал
- Linyphia nicobarensis Tikader, 1977 — Никобарские острова
- Linyphia nigrita (F. O. P.-Cambridge, 1902) — Мексика, Гватемала
- Linyphia nitens Urquhart, 1893 — Тасмания
- Linyphia obesa Thorell, 1875 — Швеция
- Linyphia obscurella Roewer, 1942 — Бразилия
- Linyphia octopunctata (Chamberlin & Ivie, 1936) — Панама
- Linyphia oligochronia (Keyserling, 1886) — Перу
- Linyphia orophila Thorell, 1877 — США
- Linyphia perampla O. P.-Cambridge, 1885 — Индия
- Linyphia peruana (Keyserling, 1886) — Перу
- Linyphia petrunkevitchi Roewer, 1942 — Гватемала
- Linyphia phaeochorda Rainbow, 1920 — Норфолк
- Linyphia phyllophora Thorell, 1890 — Суматра
- Linyphia polita Blackwall, 1870 — Сицилия
- Linyphia postica (Banks, 1909) — Коста-Рика
- Linyphia rita Gertsch, 1951 — США
- Linyphia rubella Keyserling, 1886 — Перу
- Linyphia rubriceps (Keyserling, 1891) — Бразилия
- Linyphia rustica (F. O. P.-Cambridge, 1902) — Мексика
- Linyphia sagana Donitz & Strand, 1906 — Япония
- Linyphia sikkimensis Tikader, 1970 — Индия
- Linyphia simplicata (F. O. P.-Cambridge, 1902) — Гватемала
- Linyphia straminea O. P.-Cambridge, 1885 — Индия
- Linyphia subluteae Urquhart, 1893 — Тасмания
- Linyphia tauphora Chamberlin, 1928 — США
- Linyphia tenuipalpis Simon, 1884 — Европа до Центральной Азии, Алжир
- Linyphia textrix Walckenaer, 1841 — США
- Linyphia triangularis (Clerck, 1757) — Палеарктика, ввезён в США
  - Linyphia triangularis juniperina Kolosvary, 1933 — Венгрия
- Linyphia triangularoides Schenkel, 1936 — Китай
- Linyphia trifalcata (F. O. P.-Cambridge, 1902) — Гватемала
- Linyphia tuasivia Marples, 1955 — Самоа, Аитутаки
- Linyphia tubernaculofaciens Hingston, 1932 — Гайана
- Linyphia urbasae Tikader, 1970 — Индия
- Linyphia virgata (Keyserling, 1886) — Перу
- Linyphia xilitla Gertsch & Davis, 1946 — Мексика
- Linyphia yangmingensis Yin, 2012 — Китай[1]